# 베저-라인 게르만어
베저-라인 게르만어(Weser–Rhine Germanic)는 선사 시대 서게르만어 방언으로 추정되는 집단으로, 중부 독일어 방언과 네덜란드어의 조상인 저지 프랑켄어 방언을 모두 포함한다. 이 용어는 독일 언어학자 프리드리히 마우러(Friedrich Maurer)가 본질적으로 동의어였던 기존 용어인 이스트바에오닉(Istvaeonic, 이스트배오닉)을 대체하기 위해 도입했다. 때때로 '라인-베저 게르만어'(Rhine–Weser Germanic)라는 용어가 선호된다.

## 명명법
이스트바이오닉(Istvaeonic, 이스트바에오닉)이라는 용어는 타키투스가 그의 저서 게르마니아에서 언급한 게르만 부족의 문화-언어적 집단인 이스트바에오네스(Istvæones, Istvaeones, 이스트배온스)에서 유래되었다.

## 같이 보기
- 서게르만어군

- 엘베 게르만어
- 북해 게르만어

- 네덜란드어